# Xv6
xv6은 멀티프로세서 x86 및 RISC-V 시스템을 위한 제6판 유닉스의 ANSI C용의 현대의 재구현체이다. MIT의 운영 체제 엔지니어링 코스의 교육 목적으로 개발되었다.

## 목적
MIT의 운영 체제 엔지니어링 코스는 한때 오리지널 V6 소스 코드를 사용하였다. xv6은 오늘날에 사용할 수 있도록 대체한 판으로 개발되었는데, 그 이유는 PDP-11 머신들이 널리 이용되지 않고 있고 오리지널 운영 체제가 ANSI 이전의 C 언어로 개발되었기 때문이다. 리눅스나 BSD와 달리 xv6은 한 학기에 커버하기에 충분히 단순하지만 유닉스의 중요 개념과 구성을 포함하고 있다.

## 같이 보기
- Pintos
- 미닉스
- Xinu